# 紫心黄马蹄莲
紫心黄马蹄莲（学名：Zantedeschia melanoleuca），为天南星科马蹄莲属下的一个植物种。